# 侯州 (邕州都督府)
侯州，中国古代的州。
唐朝时设置的羁縻州。治所在今广西壮族自治区田东县西南作登。北宋改为侯唐州。